# Eintritt der Vereinigten Staaten in den Zweiten Weltkrieg

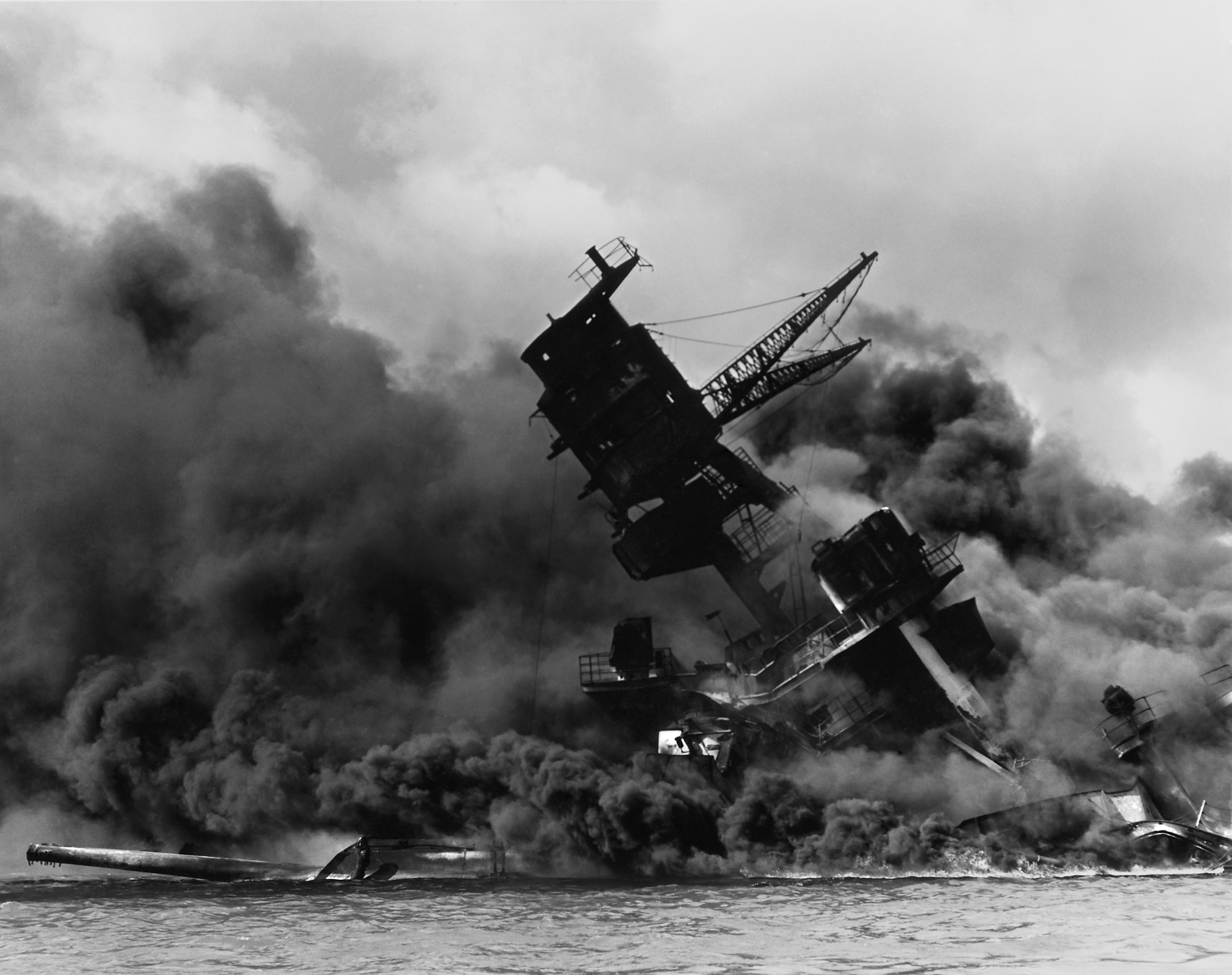
Brennende Arizona in Pearl Harbor

Der Eintritt der Vereinigten Staaten in den Zweiten Weltkrieg war die Folge mehrerer miteinander verbundener Ereignisse. Die Kriegserklärung Japans nach dem Angriff auf Pearl Harbor vom 7. Dezember 1941 und die Kriegserklärung Deutschlands und Italiens an die Vereinigten Staaten vom 11. Dezember wurden unverzüglich nach parlamentarischer Verabschiedung (Joint Resolutions) erwidert. Als Rumänien, Bulgarien und Ungarn in den Folgetagen ebenfalls Kriegserklärungen abgaben, versuchte die amerikanische Regierung vergeblich sie davon abzubringen. Erst am 5. Juni 1942 wurde diesen Staaten dann ebenfalls der Krieg erklärt. Die Kriegserklärung Thailands vom 25. Januar 1942 wurde nicht erwidert, sondern eine thailändische Exilregierung anerkannt. Der europäisch-atlantische sowie der asiatisch-pazifische Konflikt verschmolzen dadurch zu einem globalen Konflikt.
Nach dem Ersten Weltkrieg verfolgten das faschistische Italien mit dem spaziole vitale, das nationalsozialistische Deutschland mit dem Lebensraum im Osten und Japan mit der Großostasiatischen Wohlstandssphäre ein kriegerisches Expansionsdenken, das sie bald auch in die Tat umsetzten. Daraufhin gab die amerikanische Regierung ihre vorherige Neutralitätspolitik bis Ende 1941 sukzessiv auf und begann, die verbliebenen Gegner der Achsenmächte zu unterstützen. Ende 1941 erklärten diese auch den Vereinigten Staaten den Krieg. Eine Historikerminderheit vertritt die revisionistische Meinung, dass Roosevelt die USA durch Täuschungsmanöver in den Krieg zwingen wollte. Darüber hinaus zirkulierten Verschwörungstheorien zum Angriff auf Pearl Harbor.

## Politik vor dem Zweiten Weltkrieg

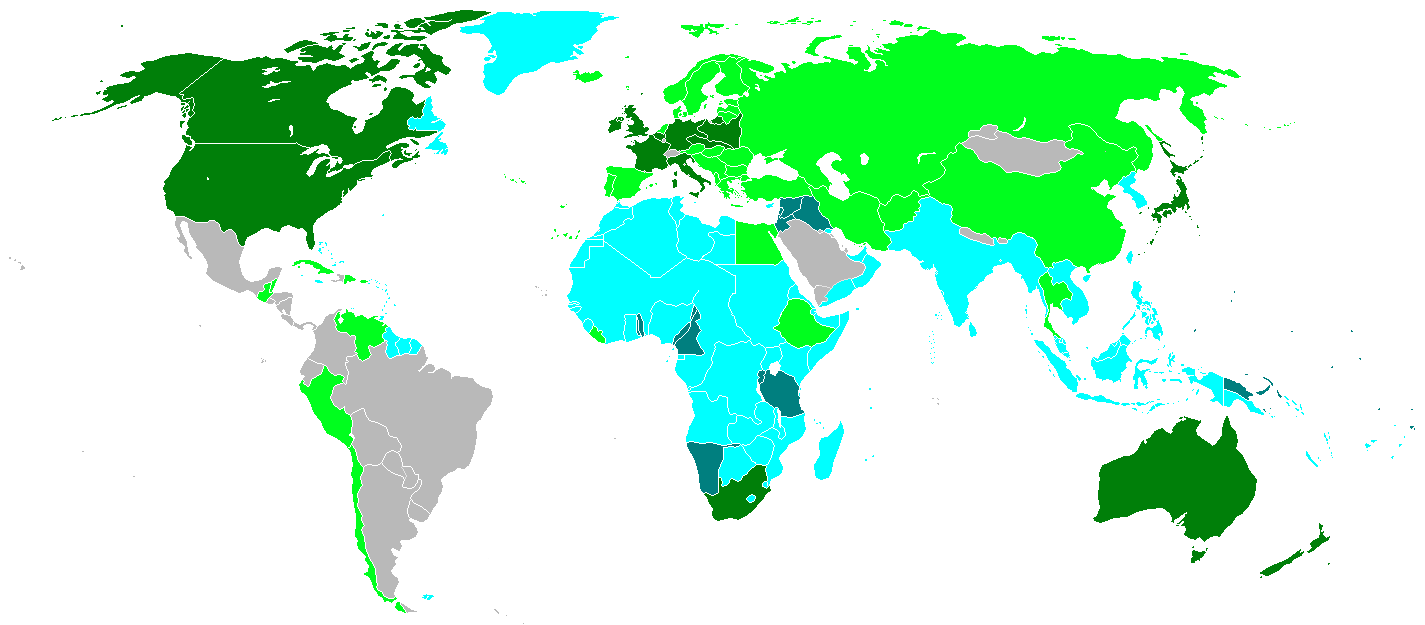
Signatarstaaten des Briand-Kellogg-Pakt 1928 und 1929
(dunkelgrün: Erstunterzeichnerstaaten,
hellgrün: weitere Unterzeichnerstaaten,
hellblau: Kolonien der Unterzeichnerstaaten,
dunkelblau: Völkerbundmandatsgebiete der Unterzeichnerstaaten)

Die USA traten nach dem Ersten Weltkrieg dem Völkerbund nicht bei, sondern konzentrierten sich auf einen nationalistischen und isolationistischen Sicherheitskurs, in dem der ganze amerikanische Kontinent als westliche Hemisphäre zu ihrem Einflussbereich zählte. Mit dem Washingtoner Flottenabkommen wurde 1922 eine multilaterale Rüstungsbeschränkung vereinbart, mit der eine Begrenzung bei bestimmten Schiffstypen erfolgte. In einem Viermächteabkommen vereinbarten die USA, Großbritannien, Frankreich und Japan, dass man die Territorien der jeweils beteiligten Staaten anerkannte und respektierte. Für jegliche Auseinandersetzung wäre der diplomatische Weg zu suchen. Nicht geregelt wurden dabei jedoch Japans Ansprüche gegenüber China. Im Neun-Mächte-Vertrag von 1922 gelang es den USA die unterzeichnenden Staaten eine Regelung für China zu finden, der einen allgemeinen freien Marktzugang für alle beteiligten Länder ermöglichte und die staatliche Souveränität Chinas garantierte. Dies stand allerdings den Wünschen Japans entgegen, da das Land selber über keine ausreichenden eigenen Rohstoffressourcen verfügte. Unter Präsident Coolidge wurde der Briand-Kellogg-Pakt zur Kriegsächtung durch Außenminister Kellogg mitentworfen, den dann 62 Staaten unterzeichneten. Erstunterzeichner 1928 waren u. a. Deutschland, Japan und die Vereinigten Staaten. Die Unterstützerstaaten konnten in den 1930er Jahren den militärischen Aufstieg Deutschlands und Japans nicht eindämmen.
Mit dem inszenierten Mukden-Zwischenfall 1931 und der folgenden Besetzung der Mandschurei begann eine neue imperiale und kriegerische Expansion Japans. Auf die Gründung des Marionettenstaates Mandschukuo reagierten die USA unter Verweis auf den Bruch des Kellogg-Biand-Paktes und des Neun-Mächte-Vertrages mit der Hoover-Stimson-Doktrin, der Nichtanerkennung von Verträgen, die unter militärischem Druck abgeschlossen wurden. Die Vereinigten Staaten blieben auch später dieser außenpolitischen Linie gegenüber den späteren Achsenmächten treu und folgten keiner Appeasement-Politik. Sie erkannten das italienische Reich (Annexion Albaniens) und die Sezession der Slowakei (Protektorat Böhmen und Mähren) nicht an und hielten an der Unabhängigkeit Äthiopiens, der Tschechoslowakei, Albaniens, Polens und Kroatiens fest.
Als das Deutsche Reich 1939 in Europa den Krieg begann, der zum Zweiten Weltkrieg wurde, war die Bevölkerung der USA überwiegend isolationistisch eingestellt und lehnte einen Kriegseintritt mehrheitlich ab. Isolationisten gab es sowohl innerhalb der Politischen Rechten als auch der Politischen Linken Amerikas. Von 1935 bis 1939 hatte der Kongress der Vereinigten Staaten, beeinflusst von der Tätigkeit des Nye Committee, welches das Verhalten und die Interessenlage der amerikanischen Rüstungsindustrie während der Zeit des Ersten Weltkriegs untersuchte und von der amerikanischen Friedensbewegung, fünf Neutralitätsgesetze verabschiedet, die jede Intervention in auswärtige Konflikte verboten, ohne dabei einen Unterschied zwischen dem Aggressor und dem Opfer der Aggression zu machen.
Den amerikanischen Präsidenten Franklin D. Roosevelt ließ seit 1933 die Sorge nicht los, dass die aggressive Politik Japans, Deutschlands und Italiens die Welt über kurz oder lang erneut in den Krieg stürzen könnte. Am 16. November 1933 erkannten die Vereinigten Staaten die Sowjetunion diplomatisch an und erhielten dafür die Zusage Moskaus, subversive Aktivitäten in Amerika einzustellen. Die Annäherung war zum Teil der Sorge der Sowjetunion vor dem nationalsozialistischen Deutschland und der zunehmenden japanischen Aggression geschuldet. 1935 während des Abessinienkrieg, unterstützten die USA das Embargo des Völkerbunds gegen den Aggressor Italien. Ebenso verurteilte Roosevelt beim Deutsch-britischen Flottenabkommen die Neigung den „Banditen-Nationen“ durch die Appeasement-Politik entgegenzukommen, denn die Gefahr die von Deutschland ausging bedrohte nach seiner Überzeugung nicht nur die Sicherheit der westlichen Welt, sondern überhaupt die Fundamente der Zivilisation. Am 25. März 1936 wurde der Londoner Flottenvertrag von 1922 zwischen Amerika, dem Vereinigten Königreich und Japan obsolet, als Tokio ankündigte, sich nicht mehr an das vereinbarte Verhältnis von 5:5:3 beim Bau neuer Kriegsschiffe zu halten. Nach Ausbruch des Spanischen Bürgerkriegs kündigte Washington am 7. August 1936 eine strikte Neutralität an. Daran änderte sich nichts, als es im November 1936 zur Gründung der „Achse Berlin–Rom“ und dem Antikominternpakt zwischen Hitlerdeutschland und dem japanischen Kaiserreich kam.
Am 5. Oktober 1937 forderte der Präsident in seiner Quarantäne-Rede, die aggressiven Mächte unter politische „Quarantäne“ zu stellen. Nach dem Münchner Abkommen 1938 verfestigte sich bei Roosevelt die Befürchtung, dass ein neuer Weltkrieg bevorstand, in ihm die europäischen Westmächte unterliegen würden und dann auch Amerika als letzte Zufluchtstätte für die menschliche Zivilisation bedroht wäre. Seine Bemühungen eine geschlossene Abwehrfront der Demokratien gegen die Diktatoren zu schaffen, scheiterten jedoch innen- und außenpolitisch. Im Winter 1938/1939 führte das amerikanische Joint Planning Committee eine Neubewertung der strategischen Optionen der Achsenmächte für einen Einbruch in die westliche Hemisphäre durch, aus der es die sogenannten Rainbow-Pläne für die Abwehr eines solchen Angriffs ableitete. Nach der Zerschlagung der Tschechoslowakei verhängten die USA am 17. März 1939 einen Strafzoll in Höhe von 25 % auf alle Importe aus Deutschland. Dies betrachtete die deutsche Regierung als Erklärung eines Wirtschaftskrieges. Die zunehmend auf Krieg hindeutenden Ereignisse in Europa und der Zweite Japanisch-Chinesische Krieg, der 1937 begonnen hatten, ließen für die Vereinigten Staaten eine Verstärkung der Rüstungsanstrengungen geboten erscheinen. So wurde mit dem Naval Expansion Act vom Mai 1938 Kurs auf eine „Zwei-Ozean-Flotte“ genommen.

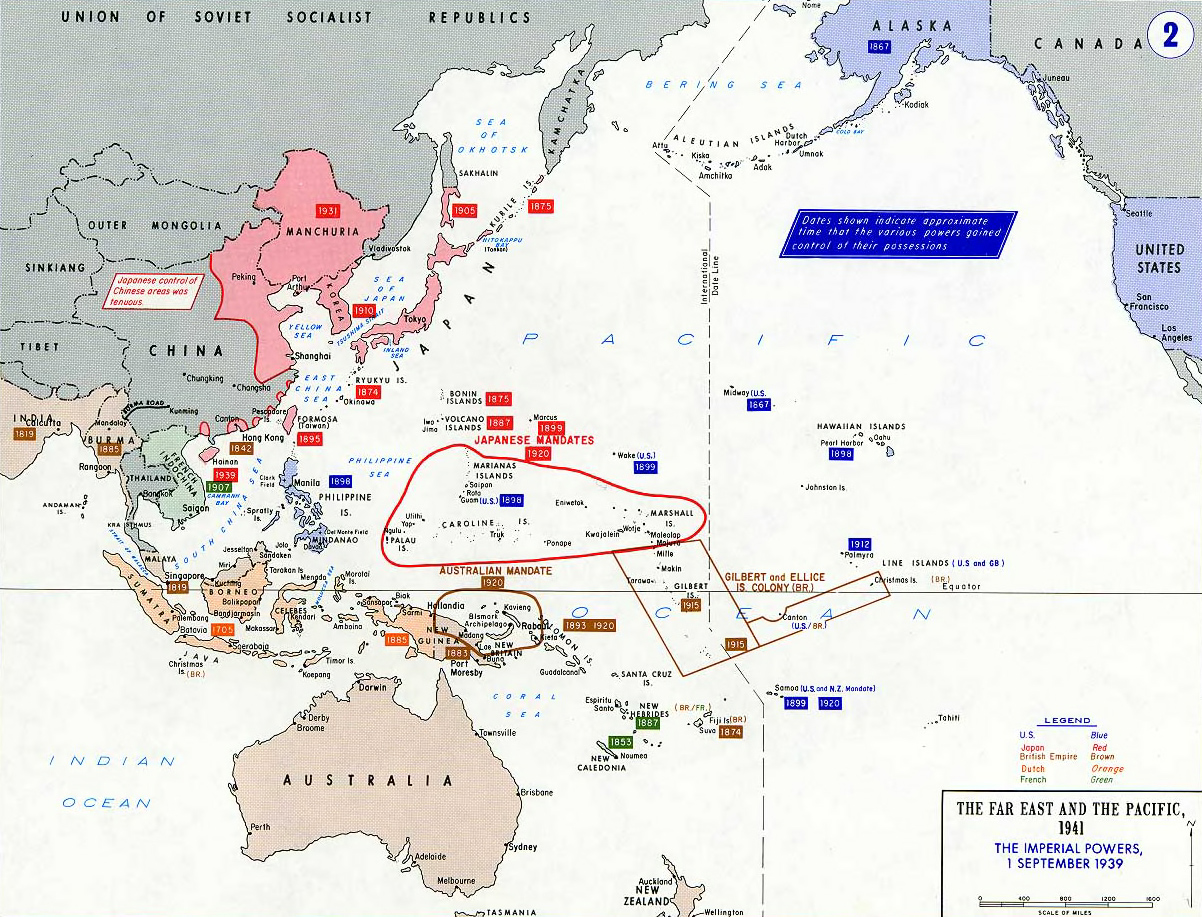
Machtbereich der imperialen Mächte in Asien/Pazifik 1939

Am 12. Dezember 1937 kam es zum Panay-Vorfall, bei dem die japanische Luftwaffe das amerikanische Kanonenboot Panay im Jangtsekiang nahe Nanjing versenkte. Die Panay evakuierte Amerikaner aus Nanjing vor den sich nähernden japanischen Truppen vor dem Hintergrund des Kriegs in Asien. Tokio erklärte den Vorfall zu einem Fehler und einigte sich mit Washington auf Reparationszahlungen.
Im Januar 1938 verfolgte Roosevelt angesichts der Krise in Europa kurzzeitig die Idee einer Friedenskonferenz mit kleineren Nationen wie Schweden, der Türkei und acht weiteren Staaten. Auf Anraten des britischen Premierministers Neville Chamberlains ließ er die Idee aber wieder fallen. Nach dem Anschluss Österreichs im März flohen 200.000 jüdische Österreicher außer Landes; Roosevelt setzte für die nächsten zwei Jahre Zuwanderungskontingente von 50.000 Juden fest.
Das deutsche Auswärtige Amt betrieb unter der Leitung des Publizisten George Sylvester Viereck in den späten 1930er Jahren bis in den Zweiten Weltkrieg hinein eine umfangreiche Kampagne zur Beeinflussung von Kongressabgeordneten, die die Amerikaner davon überzeugen sollte, dass Deutschland nicht zu besiegen sei, die Gesetzgeber dazu zu bringen die Neutralität zu befürworten und den deutsch-amerikanischen Handel aufrechtzuerhalten. Eine Operation des britischen Geheimdienstes stoppte die Kampagne, und Viereck wurde unter dem Foreign Agents Registration Act angeklagt. Die deutsche Regierung gab Millionen Dollar aus, um den deutschfreundlichen John L. Lewis als demokratischen Präsidentschaftskandidaten für die Wahlen 1940 anstatt Roosevelt aufstellen zu lassen. Die deutsche Botschaft in Washington bezahlte Reisekosten für isolationistische Kongressabgeordnete und finanzierte ganzseitige Zeitungsanzeigen mit der Forderung „Stoppt den Marsch in den Krieg!“.
Nach der italienischen Besetzung Albaniens veröffentlichte Roosevelt am 15. April 1939 den Vorschlag an die Achsendiktatoren, Verhandlungen über Abrüstung und die Öffnung des internationalen Handels aufzunehmen. Im Gegenzug sollte die Zusicherung erfolgen, zehn Jahre lang keine unabhängigen Länder in Europa und Nahost anzugreifen. Hitler lehnte dies in der Reichstagsrede vom 28. April mit ätzendem Sarkasmus ab.

## Politik nach Kriegsbeginn in Europa

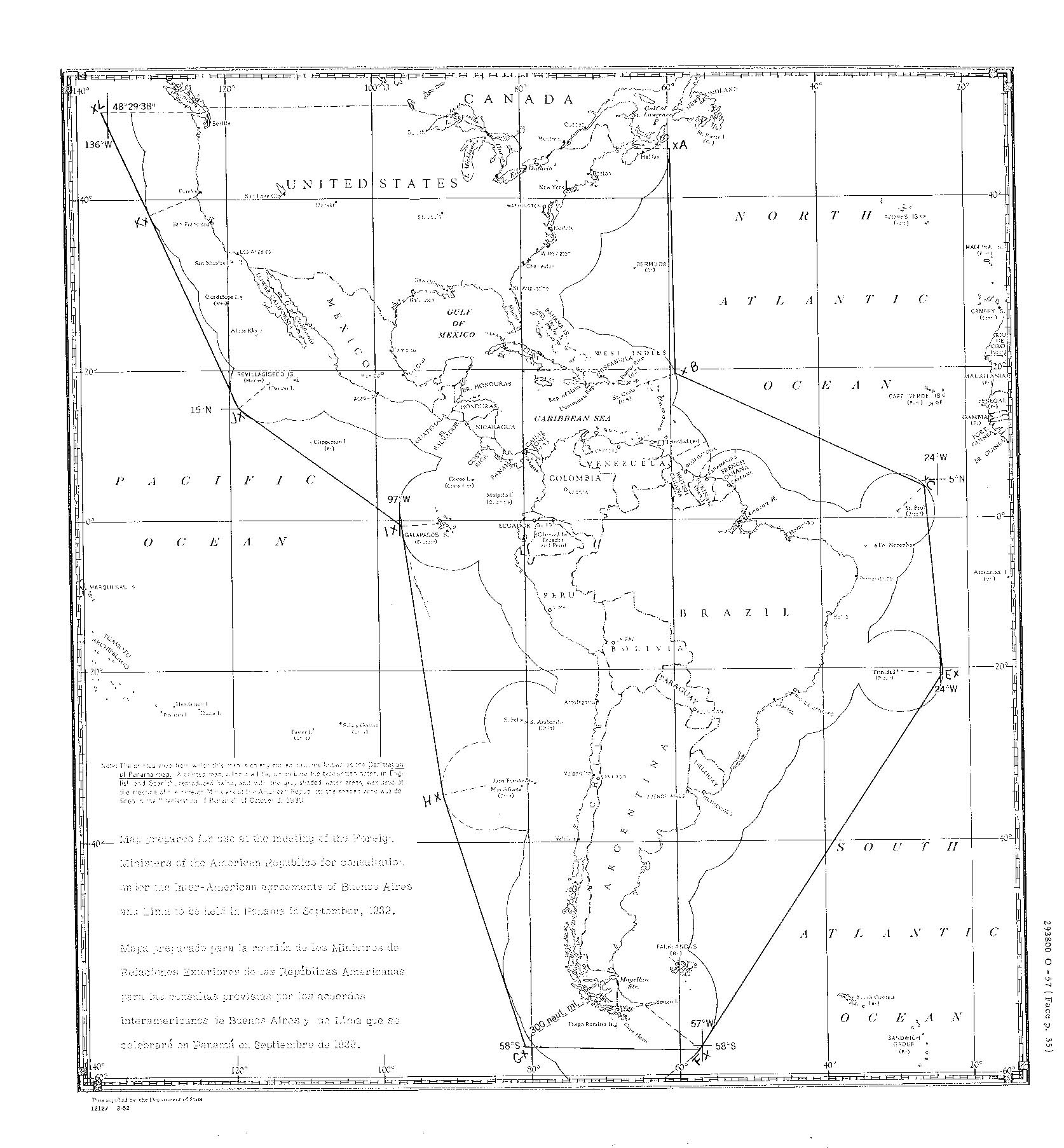
Entwurfsskizze der Panamerikanischen Sicherheitszone

Präsident Roosevelt, dessen Sympathien wie die der meisten Amerikaner eindeutig auf Seiten der Westmächte lagen, verfolgte eine vorsichtige, aber doch zielstrebige Politik der Unterstützung der Alliierten bei gleichzeitiger Wahrung der Neutralität. Im Januar 1939 sprach sich Roosevelt in einer Botschaft an den Kongress für eine Änderung der Neutralitätsgesetze aus, was bei den Abgeordneten zuerst keine Mehrheit fand. Einige Tage später bat der Präsident das Haus für zusätzliche Gelder für Militärflugzeuge sowie die Luft- und Seeraumverteidigung. Im April setzte der Präsident ein Gesetz in Kraft, das über 500 Mio. US-Dollar für die Verstärkung von Militäranlagen im Pazifik und der Karibik vorsah.
Sofort als er vom Überfall auf Polen erfuhr, rief er sein Kabinett zusammen und stellte klar, dass eine amerikanische Intervention nicht in Frage kam. Roosevelt bekräftigte dies vor der amerikanischen Öffentlichkeit in einem Kamingespräch am 5. September 1939. Im November 1939 änderte der Kongress schließlich auf sein Drängen die Neutralitätsgesetze und genehmigte den Verkauf von Kriegsmaterial an kriegführende Staaten. Bedingung war jedoch sofortige Bezahlung und Transport der Ladung durch nichtamerikanische Schiffe, weshalb die betreffende Bestimmung als Cash-and-carry-Klausel bekannt wurde. Diese begünstigte Staaten mit großen Geldreserven und starker Kriegsmarine und nutzte in Europa Großbritannien und Frankreich und in Asien Japan zu Lasten Chinas.
Nach dem deutschen Überfall auf Polen bekräftigten die USA mit allen amerikanischen Staaten außer das zum Commonwealth gehörende Kanada in der Panama-Konferenz ihre Neutralität und reklamierten eine dreihundert Seemeilen breite panamerikanische Sicherheitszone, um ihre maritimen Handelswege zu schützen.
In seinen im Radio übertragenen Kamingesprächen gelang es Roosevelt in den kommenden zwei Jahren, die Amerikaner nach und nach von seinem außenpolitischen Kurs der Nichtkriegführung zu überzeugen. Am 20. Mai 1940, während des laufenden Westfeldzugs der Wehrmacht, wurde das Committee to Defend America by Aiding the Allies gegründet und rief zur materiellen und moralischen Unterstützung der Alliierten im Kampf gegen Deutschland ohne Kriegsteilnahme (short of war) auf. Auf Fragen von Pressevertretern, wo der Unterschied zwischen einer Politik „kurz vor einem Krieg“ und „im Krieg“ war, antwortete Roosevelt in der Folgezeit stets ausweichend.
Die geringe Größe der amerikanischen Armee, die im Mai 1940 noch weniger als ein Drittel der Stärke Belgiens hatte, und eine unbedeutende Luftwaffe bestärkten die USA in ihrer Neigung zur Neutralität. Im Juni 1940 nahm Roosevelt mit Frank Knox als Marineminister und Henry L. Stimson als Kriegsminister zwei prominente frühere Mitglieder republikanischer Regierungen in sein Kabinett auf. Von beiden konnte er erwarten, dass sie als Falken aktiv für die amerikanische Kriegsbereitschaft als auch für Hilfen an Großbritannien eintreten würden.
Am 10. Juli 1940, nach dem Fall Dänemarks und Norwegens sowie der Beneluxstaaten und Frankreichs, erklärte Roosevelt vor dem Kongress, er wolle die Vereinigten Staaten aus dem Krieg herauszuhalten, dies gelte aber nicht bedingungslos: Die Nation würde jeden Angriff auf sie oder die westliche Hemisphäre zurückschlagen. Der Fall Frankreichs habe gezeigt, dass eine nur begrenzte Landesverteidigung unzureichend sei: „Unsere Pläne für nationale Sicherheit müssen daher vollständige Verteidigung umfassen“. Sechs Tage später wurde der Selective Training and Service Act verabschiedet, mit dem erstmals in den USA die Wehrpflicht in Friedenszeiten eingeführt wurde. Am 19. September 1940 erlangte der Two-Ocean Navy Act Gesetzeskraft, der eine Vergrößerung der United States Navy um 70 % binnen sechs Jahren vorsah.
Im November 1940 richtete der amerikanische Chief of Naval Operations Admiral Harold R. Stark ein Memorandum (sog. Plan Dog Memo) an den Präsidenten, in dem er die Bedrohung, die von einer möglichen Niederlage Großbritanniens ausging, als für die Sicherheit der USA folgenschwerste darstellte. Daher müsse vorrangig die Fähigkeit zur Führung offensiver Operationen in Europa und Afrika hergestellt werden. Um einen gleichzeitigen unbegrenzten Konflikt im Pazifik zu verhindern, müsse Japan von einer weiteren Expansion in Südasien durch verstärkte amerikanische Präsenz, die im Notfall das Halten dieser Gebiete erlaubte, abgehalten werden.
Im Wahlkampf zur Präsidentschaftswahl 1940 unterstützte Roosevelts republikanischer Gegenkandidat Wendell Willkie die meisten Verteidigungsmaßnahmen des Präsidenten. Erst gegen Ende des Wahlkampfs warf Willkie dem Präsidenten vor, er plane die USA zu einem Kriegsteilnehmer zu machen. Roosevelt wies dies am 30. Oktober in einer Wahlkampfrede in Boston ohne jede Einschränkung zurück: „I have said this before, but I shall say it again and again. Your boys are not going to be sent into any foreign wars.“ Die eigentliche Opposition gegen ihn kam vom isolationistischen America First Committee, das im September 1940 gegründet worden war. Dessen Anhänger glaubten, dass die Ozeane genug Schutz für die USA böten und eine Unterstützung Großbritanniens das Land früher oder später in den Krieg ziehen würde. Ihm standen zivilgesellschaftliche Organisationen wie der Century Club gegenüber, der interventionistisch für eine Kriegsteilnahme warb. Roosevelts Position wurde unterstützt vom Committee to Defend America by Aiding the Allies, das im Mai gegründet worden war.

Nachdem Roosevelt am 5. November 1940 mit deutlicher Mehrheit wiedergewählt worden war, setzte er seine Bemühungen fort, die amerikanische Öffentlichkeit von seinem Kurs zu überzeugen. Im Dezember 1940 brachte er in einem seiner Kamingespräche die Idee auf, die USA seien das Arsenal of Democracy: Demokratie und die freiheitlichen Werte der Vereinigten Staaten könnten nicht überleben, wenn der Nationalsozialismus Europa beherrschte. Für den Fall, dass Großbritannien falle, malte er eine düstere Zukunft: 

„Die Achsenmächte werden die Kontinente Europa, Asien, Afrika, Australasien und die Ozeane beherrschen – und sie werden in der Lage sein, enorme Ressourcen ihrer Land- und Seestreitkräfte gegen unsere Hemisphäre in Stellung zu bringen.“

Am 6. Januar 1941 hielt er seine programmatische Vier-Freiheiten-Rede vor dem Kongress, in der er einmal mehr klar Position in Bezug auf die Notwendigkeit der Verteidigung von Freiheit und Demokratie gegen die Aggression der Tyrannei, wie sie von den Achsenmächten verkörpert wurde, bezog. Dies war laut dem amerikanischen Historiker David F. Schmitz der „Wendepunkt in der Politik des Präsidenten“: Roosevelt warb um Unterstützung des Kongresses bei der von ihm geplanten Ausweitung der Rüstungsausgaben und der Lieferung von Kriegsmaterial an die noch verbliebenen Demokratien. Daneben wurden auch die amerikanischen Streitkräfte aufgerüstet. Von 1940 auf 1941 vervierfachten sich die amerikanischen Streitkräfte auf eine Mannstärke von nun mehr 1,6 Millionen Mann und die Rüstungsproduktion stieg auf 4,5 Milliarden Dollar pro Jahr.
Am 27. Mai 1941 erklärte Roosevelt auf Anregung seines engen Beraters Harry Hopkins den unbefristeten nationalen Notstand, der ihm weitere Befugnisse zugestand als der seit 1939 geltende begrenzte nationale Notstand (limited emergency).

### Verhältnis zum Deutschen Reich und Italien

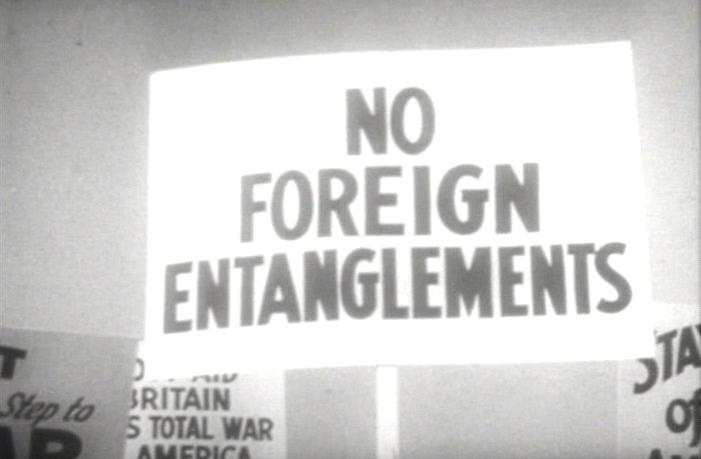
Isolationistisches Plakat, 1941

In einer Meinungsumfrage vom Herbst 1939 sprachen sich 95 % der US-Amerikaner gegen eine Kriegserklärung der Vereinigten Staaten an Deutschland aus. In weiteren Umfragen wünschten 84 % einen Sieg der Westmächte und 82 % gaben Deutschland die Schuld am Krieg. Nach Roosevelts Wiederwahl sprachen sich im November 1940 60 % der Befragten für eine Unterstützung Englands aus, auch wenn dies mit einem Kriegsrisiko verbunden wäre. Im März 1941 zu Beginn des Leih- und Pachtprogramms waren es dann 67 %, im Juni nach dem deutschen Überfall auf die Sowjetunion 62 % und nach dem Angriff auf die Greer 64 % der Befragten. Im November fanden es dann 68 % der Befragten wichtiger, dass Deutschland besiegt werden sollte als das Land aus dem Krieg herauszuhalten. Nach der Kriegserklärung Deutschlands fanden es 91 % der Befragten richtig, nicht nur Japan, sondern auch Deutschland den Krieg zu erklären.
Mit der Weisung Nr. 24 vom 5. März 1941 über die Zusammenarbeit mit Japan erklärte Hitler, dass Japan zum aktiven Handeln in Fernost ermutigt werden sollte, was starke englische Kräfte binden und die Aufmerksamkeit der USA nach dem Pazifik ablenken würde. Japan gegenüber sollten keinerlei Andeutungen zum bevorstehenden Angriff auf die Sowjetunion gemacht werden dürfen. Beim anschließenden Berlinbesuch des Außenministers Matsuoka fand keine offene Abstimmung der Bündnispartner statt. Japan schloss noch Anfang April 1941 den Japanisch-Sowjetischen Neutralitätspakt und wandte sein Expansionsbestreben Richtung Süden. Dabei ging man in Japan – anders als Hitler in der Zeit – nicht davon aus, dass man durch ein rasches Niederringen Englands die Vereinigten Staaten aus einem Krieg heraushalten könnte.
Deutschland hatte im Sommer 1941 seine Kampfzone im U-Boot-Krieg bis in die Gewässer um Island ausgedehnt. Der deutsche Versuch, durch U-Boot-Angriffe auf Frachtschiffe eine Seeblockade um die britischen Inseln zu errichten, brachte die Vereinigten Staaten noch näher an die Seite Großbritanniens. Die Marine begann mit einer Neutralitätspatrouille die Überwachung der Schifffahrt im westlichen Atlantik. In der Sorge, Zwischenfälle mit der deutschen Kriegsmarine zu vermeiden, aus denen ein Krieg zwischen beiden Ländern resultieren konnte, legte Roosevelt noch im April 1941 Wert darauf, dass es sich um Patrouillenfahrten handelte, nicht um Konvois. Da deutsche U-Boote immer mehr Schiffe, die Hilfslieferungen für Großbritannien bringen sollten, versenkten, bat der britische Premierminister Winston Churchill im Mai 1941 Roosevelt, er solle Deutschland den Krieg erklären. Auch Kriegsminister Stimson war dafür. Roosevelt aber war entschlossen: „I am not willing to fire the first shot.“ De facto bedeuteten die Patrouillen, dass die USA den Schutz alliierter Schiffsbewegungen im Westatlantik übernahmen und der britischen Marine erlaubten, sich auf andere Aufgaben zu konzentrieren. Nach Einschätzung Herbert Sirois’ standen die USA nun „endgültig in einem unerklärten Seekrieg mit dem Dritten Reich“.

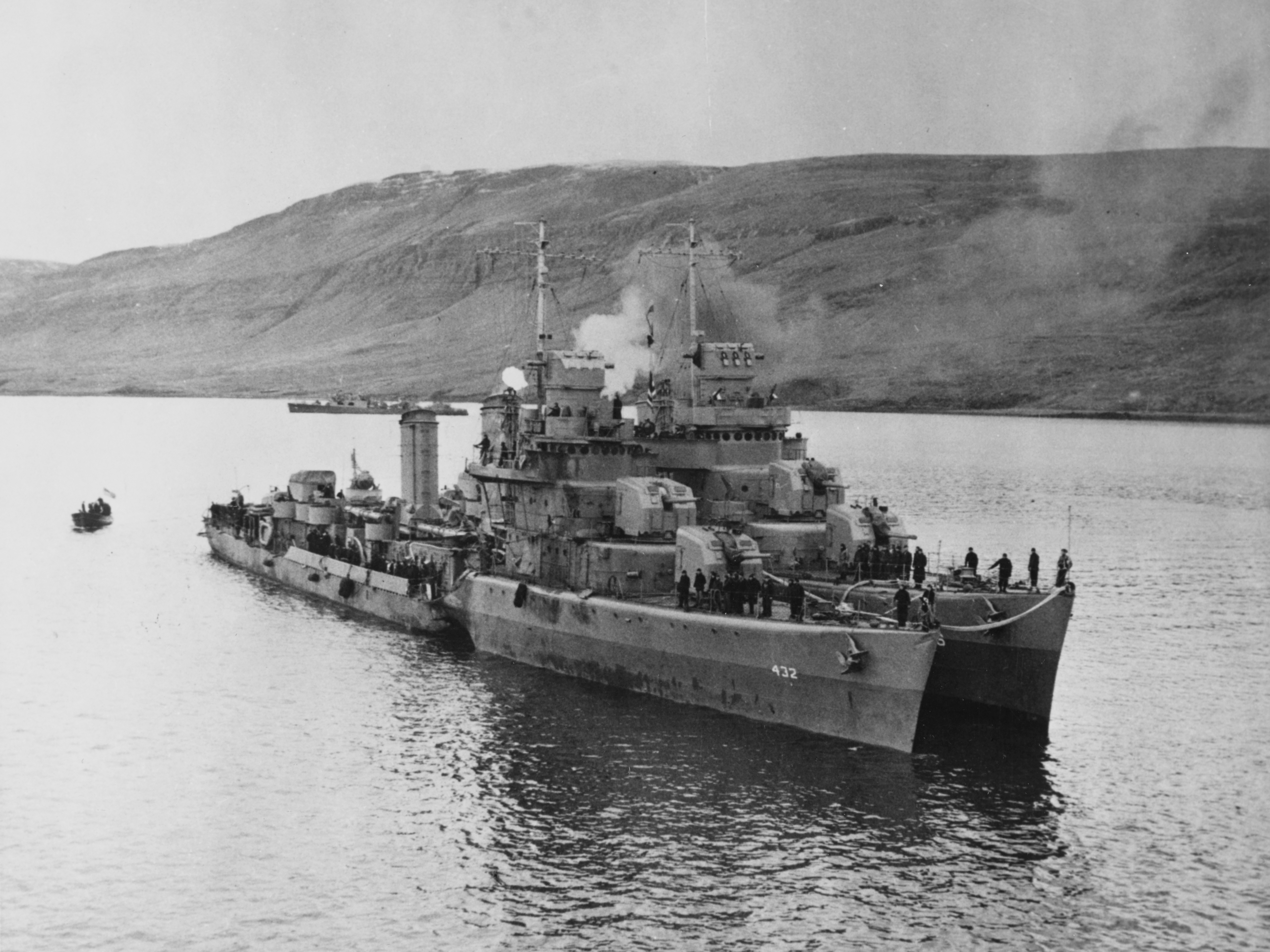
Kearny im Hafen von Reykjavík, zwei Tage nachdem sie von U 568 torpediert wurde. Das Loch auf der Steuerbordseite mittschiffs ist deutlich zu erkennen. Dahinter der US-Zerstörer Monssen.

Am 4. September 1941 torpedierte das deutsche U-Boot U 652 im Nordatlantik den amerikanischen Zerstörer Greer, der es gemeinsam mit einem britischen Flugzeug verfolgt hatte. Roosevelt bezeichnete dies als „Piraterie im rechtlichen und moralischen Sinne […], ein Beweis für einen Nazi-Plan, die Freiheit der Meere abzuschaffen und absolute Kontrolle und Herrschaft über diese Meere für sich selbst zu erlangen“. Kurz darauf gab er die Direktive shoot on sight („bei Sichtung schießen“) aus, wobei die amerikanische Zurückhaltung nach der Versenkung der Robin Moor durch U 69 im Mai 1941 in Berlin mit Erleichterung aufgenommen wurde. Weitere Zwischenfälle im Nordatlantik wie die Torpedierung der Kearny und die Versenkung der Reuben James ereigneten sich im Oktober 1941 und führten ebenfalls nicht zu einem Krieg zwischen Deutschland und den USA. Die Versenkung der Kearney trug aber dazu bei, dass der Kongress am 17. November 1941 die Neutralitätsgesetze dahingehend änderte, dass amerikanische Handelsschiffe nunmehr Waffen an Kriegsparteien liefern und selbst bewaffnet sein durften. Die USA nutzten die Erkenntnisse aus dem deutschen Marinefunkverkehr 1941 dazu, Zwischenfälle mit deutschen Kriegsschiffen zu vermeiden. Laut dem deutschen Historiker Herbert Sirois waren die USA damit,
„wenn auch nicht im völkerrechtlichen Sinn, so doch de facto“, einen Schritt aus ihrer Neutralität herausgetreten. Hitler wollte wegen des vorrangigen strategischen Krieges gegen die Sowjetunion Zwischenfälle mit den USA ausschließen und bekräftigte das Verbot von Angriffen auf amerikanische Schiffe. Die Vorstellung, dass Roosevelt im Namen des „Weltjudentums“ zu einer globalen antinazistischen Koalition aufhetzte, beschäftigte ihn aber weiter.
Roosevelt lehnte den Vorschlag seines Kriegsministers Stimson ab, nach dem Angriff auf Pearl Harbor neben Japan auch Deutschland und Italien in den Kongressantrag zu einer Kriegserklärung aufzunehmen.

### Verhältnis zum Vereinigten Königreich
Die USA unterstützen Großbritannien seit Kriegsausbruch sowohl psychologisch als auch materiell. Im Mai 1940 kam es allerdings zur Tyler-Kent-Affäre, als der amerikanische Botschaftsmitarbeiter in London Tyler Kent, der eine Intervention der Vereinigten Staaten in den Zweiten Weltkrieg ablehnte, dechiffrierte Telegramme Roosevelts und Churchills an Anna Nikolajewna Wolkowa weitergab, die dem deutschfreundlichen und rechtsextremen Right Club angehörte. Über sie gelangte die Korrespondenz an den Clubgründer und Politiker Archibald Maule Ramsay. In der Korrespondenz hatten sich Roosevelt und Churchill über die aktuelle Kriegslage und Hilfslieferungen für London ausgetauscht. Nachdem der MI5 den Geheimnisverrat aufgedeckt hatte, wurden am 20. Mai 1940 Kent und Wolkowa sowie nach Aufhebung seiner Immunität als Abgeordneter des Unterhauses Ramsay verhaftet.
Am 2. September 1940 schlossen die Vereinigten Staaten mit Großbritannien das „Zerstörer-für-Stützpunkte-Abkommen“, durch das 50 ältere Zerstörer an Großbritannien und Kanada abgegeben wurden. Damit sicherten sich die USA Rechte zur Einrichtung von vorgeschobenen Militärbasen auf den Bahamas, Jamaika, Britisch-Guayana und diversen anderen britischen Besitzungen im Westatlantik. Angesichts der deutschen Bombardierung englischer Großstädte befürworteten breite Teile der amerikanischen Öffentlichkeit diese erste direkte Militärhilfe für Großbritannien. Mit dem kriegführenden Kanada wurde in der Ogdensburg-Vereinbarung vom August ein Beratungsgremium (Permanent Joint Board on Defence) zur Erhöhung der Sicherheit an den atlantischen und pazifischen Grenzen vereinbart. Die Überlassung von Militärstützpunkten an die USA lehnte Kanada ab.
Obwohl Roosevelt sich nicht auf die von Admiral Stark im November 1940 vorgeschlagene Strategie festlegen wollte, begannen im Januar 1941 getarnte britisch-amerikanische Stabsgespräche auf Basis von Starks Memorandum. Im Mai 1941 tauschten beide Länder offizielle Militärmissionen aus. Der Kriegsplan der USA unter dem Codenamen Rainbow 5 wurde an die ABC-Vereinbarungen angepasst und ging von einem gleichzeitigen Krieg in Europa und im Pazifik aus, in dem Großbritannien und die Vereinigten Staaten Alliierte wären. Unter der Leitung von Albert Wedemeyer, einem Offizier der War Plans Division des War Department, wurde im Sommer 1941 der sogenannte Victory-Plan für eine den Erfordernissen eines Zweifrontenkrieges angepasste Bereitstellung von Truppen und Kriegsmaterial ausgearbeitet.

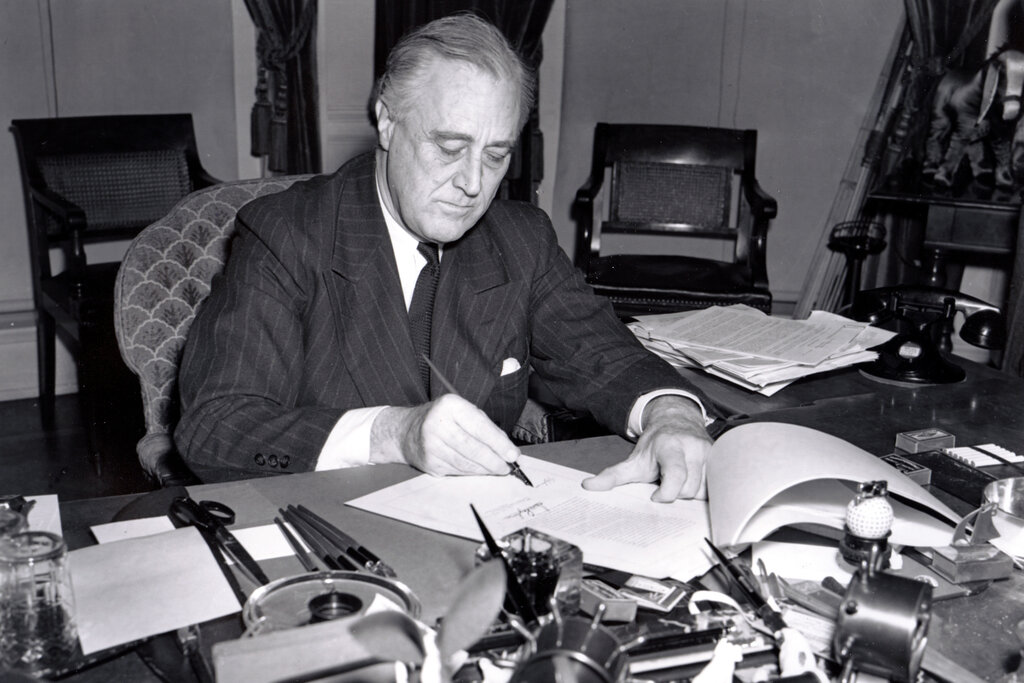
Präsident Roosevelt unterzeichnet das Leih- und Pachtgesetz, März 1941

Im März 1941 unterzeichnete er das von beiden Kammern verabschiedete Leih- und Pachtgesetz. Am 6. Mai 1941 wurde das von Japan angegriffene China in das Programm aufgenommen. Die Exilregierungen von Belgien, Norwegen, Polen und den Niederlanden folgten kurz darauf. Ab dem August 1941 folgte eine Serie von lateinamerikanischen Ländern, damit diese mit Gütern zum Ausbau der Küstenverteidigung versorgt werden konnten. Die gewaltige Summe von sieben Milliarden Dollar, der der Kongress zugestimmt hatte, stieg im Verlauf des Kriegs auf mehr als 50 Milliarden an.
Über das zu Dänemark gehörende Grönland war bereits im April 1941 eine Vereinbarung zwischen US-Außenminister Cordell Hull und dem dänischen Botschafter Henrik Kauffmann getroffen worden, die den USA die Errichtung von Stützpunkten auf der Insel erlaubte. Spätestens dieser Schritt zeigte für den Historiker David Schmitz, dass in Roosevelts Strategie die Vorstellung der „westlichen Hemisphäre“ deutlich größer war, als im traditionellen Verständnis der Monroe-Doktrin von 1823.
Im Juli dieses Jahres landeten die USA nach Zustimmung des Premierminister Hermann Jónasson Truppen auf Island, um die Briten von der Aufgabe der Verteidigung der Insel zu entlasten und um von hier aus den freien Schiffsverkehr nach England besser schützen zu können.
Im August 1941 verkündeten Churchill und Roosevelt die Atlantik-Charta. Diese proklamierte die „endgültige Zerstörung der NS-Tyrannei“ und wurde Gründungsdokument der demokratischen Weltordnung der Nachkriegszeit. Sie war geprägt vom deutschen Überfall auf die Sowjetunion und orientierte sich an Woodrow Wilsons 14-Punkte-Programm von 1918. 

### Verhältnis zur Sowjetunion
Im Juli 1941 nach dem deutschen Überfall auf die Sowjetunion war Harry Hopkins im Auftrag von Roosevelt und Churchill als Sonderbeauftragter nach Moskau gesandt worden. Bei den Gesprächen mit Josef Stalin hatte er einen Eindruck über die Entschlossenheit der sowjetischen Kriegführung und deren Materialbedarf erhalten. Seine Berichte führten zu einem positiveren Bild Stalins und der Sowjetunion in den USA und in Meinungsumfragen sprachen sich die Amerikaner nun mehrheitlich für eine Unterstützung der Sowjetunion aus. Anfang Oktober 1941 wurden auf der Konferenz in Moskau britische und amerikanische Hilfslieferungen an die überfallene Sowjetunion vereinbart. Die amerikanische Zusage hatte einen Wert von einer Milliarde US-Dollar, deren Bezahlung oder Finanzierung zunächst ungeklärt blieb. Als sich die innenpolitische Stimmung zugunsten der Sowjetunion änderte, erklärte die US-Regierung am 7. November 1941 die Ausweitung des Lend-Lease-Programms auf die Sowjetunion. Nach dem japanischen Angriff auf Pearl Harbor verständigten sich Churchill und Roosevelt im Dezember 1941 schon bei der Vorbereitung der Atlantik-Konferenz darauf, dass die USA versuchen würden, ohne Rücksicht auf eigene Rüstungsbedürfnisse, die Zusagen an die Sowjetunion zu erfüllen.

## Politik nach Kriegsbeginn in Asien
Das Japanische Kaiserreich war seit 1936 bzw. 1937 mit dem Deutschen Reich unter Adolf Hitler sowie mit Italien unter Benito Mussolini im Antikominternpakt verbündet, bemühte sich jedoch um die Vermeidung eines Kriegs mit den USA, mit denen es in der Frage des Kriegs gegen China immer wieder zu diplomatischen Spannungen gekommen war. Am 22. Dezember 1937 proklamierte Tokio seine „Großostasiatische Wohlstandssphäre“, einen japanisch dominierten Großraum, dessen Grenzen unbestimmt blieben.
Bereits nach Beginn des Zweiten Japanisch-Chinesischen Krieges am 7. Juli 1937 entschlossen sich die Vereinigten Staaten zu einer Unterstützung Chinas, die aber wegen der Neutralitätsgesetze und der immer noch starken Isolationisten im Kongress sehr begrenzt blieb. Lediglich ein „moralisches Embargo“ wurde im Juli 1938 verhängt, das heißt, Roosevelt bat Firmen, ihren Export von Militärgüter nach Japan freiwillig einzuschränken oder zu beenden. Roosevelts Strategie gegenüber dem Expansionismus Tokios war es, Japan im Zaum zu halten, da ihm die Gefahr durch das nationalsozialistische Deutschland deutlich größer zu sein schien. Ein Krieg im Pazifikraum hätte die europäischen Westmächte von ihren Ressourcen in den Kolonien abgeschnitten und musste daher vermieden werden. Gleichzeitig durften die Vereinigten Staaten Japan nicht erlauben, noch mächtiger und damit eine Bedrohung amerikanischer Interessen im Pazifik zu werden. Dass ein Krieg an beiden Fronten die USA vor erhebliche Schwierigkeiten stellen würde, war dem Präsidenten durchaus bewusst.
Die Rainbow-Pläne vom Winter 1938/39 erweiterten die nach dem Ersten Weltkrieg entstandenen „farbcodierten“ Pläne, wie den War Plan Orange für einen möglichen Krieg gegen Japan, um die Möglichkeit eines Mehrfrontenkrieges im Atlantik und Pazifik. Dabei ging man anfänglich noch davon aus, dass man, bei gleichzeitiger Unterstützung der europäischen Demokratien gegen Deutschland, sich militärisch hauptsächlich im Pazifik gegen Japan würde engagieren müssen.
Als abschreckende Maßnahme gegen einen japanischen Kriegseintritt war die US-Pazifikflotte im Mai 1940 nach ihren jährlichen Übungen um Hawaii nicht zu ihren Basen an der amerikanischen Westküste zurückgekehrt, sondern verblieb auf einer vorgeschobenen Position in Pearl Harbor. Der unerwartet schnelle Zusammenbruch Frankreichs im Juni 1940 und die drohende Gefahr eines deutschen Angriffs auf Großbritannien über den Ärmelkanal verschärften die Bedrohungssituation für die Vereinigten Staaten erheblich, da damit nicht nur die atlantische Verteidigungsposition ins Wanken geriet, sondern auch Japan sich ermutigt fühlen könnte, die Besitzungen der europäischen Mächte in Südostasien anzugreifen, was langfristig zur Errichtung einer japanischen Hegemonie über weite Teile Asiens führen würde.
Angesichts der ausbleibenden Erfolge im Krieg gegen China drängte die japanische Armeeführung seit Anfang 1940 darauf, nach Süden loszuschlagen, um Chiang Kai-sheks Truppen die Nachschubwege abzuschneiden. Damit war eine militärische Besetzung im Gegensatz zu einer bloßen Ausdehnung der Seemacht zur Unterstützung der ökonomischen Durchdringung Südostasiens gemeint. Dass dies das Risiko eines Krieges mit den Vereinigten Staaten stark erhöhen würde, war allen Beteiligten klar, wurde aber in Kauf genommen. Als Japan im Sommer 1940 begann, auf die französischen Behörden in Indochina Druck zur Überlassung von Stützpunkten auszuüben, reagierten die USA mit dem Verbot der Ausfuhr von Maschinenteilen, Flugbenzin und Schrottmetall nach Japan. Empfindlicher hätte die Japaner die Ausweitung auch auf Erdöl getroffen, da sie etwa die Hälfte ihres Verbrauchs aus den USA bezogen. Roosevelt nahm hiervon jedoch Abstand, da er fürchtete, Japan würde in diesem Fall Niederländisch-Indien angreifen, um sich der dortigen Ölquellen zu bemächtigen. Japans Unterzeichnung des sich indirekt gegen die USA richtenden Dreimächtepakts Ende September 1940 verhärtete nur noch die Fronten. Die grundlegenden Entscheidungen, die in Tokio im Sommer dieses Jahres getroffen worden waren, liefen in der Konsequenz auf einen Krieg auch mit den USA hinaus. Die Wirtschaftskraft des Landes schien zwar dafür zu schwach, auch die japanischen Militärattachés, die bei westlichen Regierung akkreditiert waren, warnten vor diesem Kurs. Doch die Kaiserlich Japanische Marine verfolgte ihren expansiven Kurs immer weiter. Die Verhandlungen über einen Modus Vivendi, die der japanische Botschafter Nomura Kichisaburō währenddessen in Washington führte, wurden auf amerikanischer Seite nur von Außenminister Hull ernst genommen. Kriegsminister Stimson wünschte ihre Fortsetzung nur, um Zeit für weitere Aufrüstung zu gewinnen.
Nach dem japanischen Einmarsch auch in den südlichen Teil Französisch-Indochinas im Juli 1941 ordnete Roosevelt die Verstärkung der amerikanischen Verteidigung auf den Philippinen, damals eine amerikanische Kolonie, unter dem neuen Befehlshaber Douglas MacArthur an. Außerdem froren die USA japanische Guthaben in den USA ein und verhängten gemeinsam mit Großbritannien und Niederländisch-Indien ein Ölembargo gegen Japan. Dies wird verschiedentlich als Provokation bzw. als Anlass des japanischen Angriffs im Dezember angesehen: Herbert Sirois schreibt, Japan habe sich damit vor die Alternative gestellt gefunden, „entweder politisch vor Amerika zu kapitulieren oder aber sich den Zugang zu den Ressourcen freizukämpfen“. David F. Schmitz glaubt, dass Roosevelt mit dem Embargo Japan von einem möglichen Angriff auf die Sowjetunion abhalten wollte: Wenn schon, dann sollte es nach Süden losschlagen. Gleichzeitig habe er Japan damit geschickt die Rolle des Aggressors zugeschoben, als die USA dann in den Zweiten Weltkrieg eintraten. Laut dem amerikanischen Historiker Gerhard L. Weinberg aber war die japanische Entscheidung zum Angriff schon vor Verhängung des Embargos gefallen. Nach dem amerikanischen Historiker David E. Kaiser stimmte Roosevelt dem Embargo erst zu, als er durch abgefangene japanische diplomatische Nachrichten bereits wusste, dass die japanische Regierung bereits beschlossen hatte, Richtung Südostasien loszuschlagen.

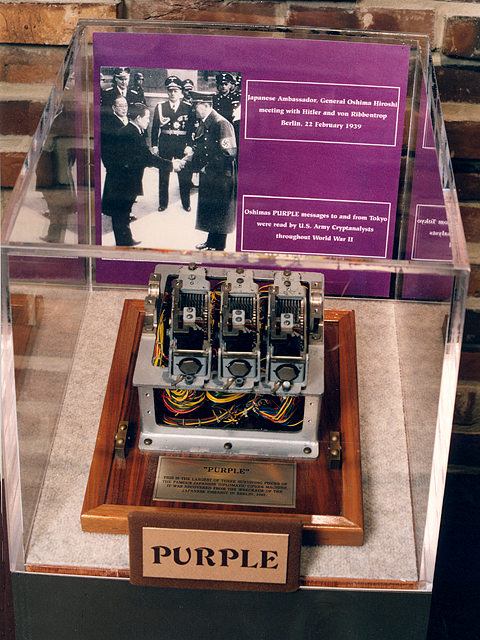
Amerikanischer Nachbau der PURPLE-Maschine im National Cryptologic Museum in Fort Meade, Maryland

In den USA war man seit 1941 dank der langjährigen Anstrengungen zahlreicher in Militärdiensten stehender Kryptoanalytiker zum Nachbau der RED- und PURPLE-Maschine sowie anderer von den Japanern verwendeter Codes in der Lage, den abgehörten diplomatischen und teilweise den militärischen verschlüsselt ablaufenden Nachrichtenverkehr mit einiger zeitlicher Verzögerung mitzulesen. Die so gewonnenen Informationen, die man als „Magic“ bezeichnete, unterlagen jedoch einer so strengen Geheimhaltung, dass wichtige Informationen über die japanischen Kriegsvorbereitungen teilweise nicht die zuständigen amerikanischen, militärischen Dienststellen erreichten, was sich im Hinblick auf Pearl Harbor später als verhängnisvoll erweisen sollte.

### Japan greift die Vereinigten Staaten an

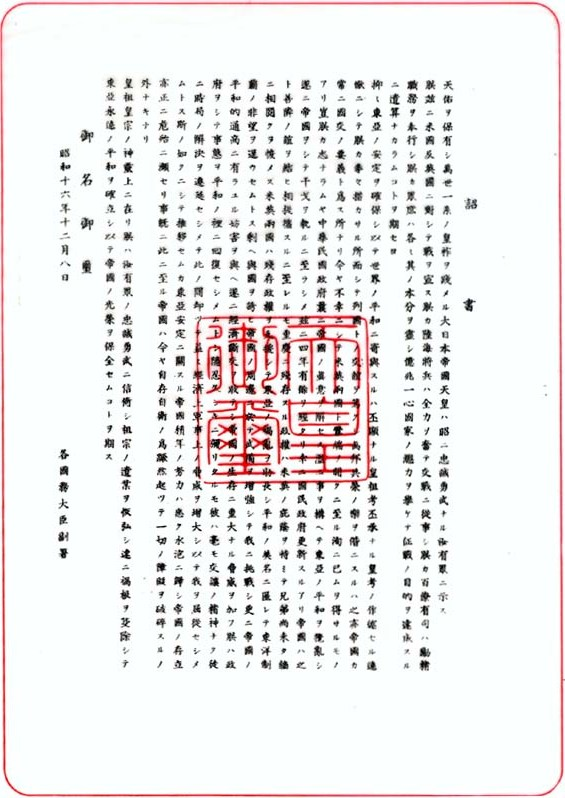
Japanische Kriegserklärung, 8. Dezember 1941

Bereits am 19. September 1940, noch vor der Unterzeichnung des Dreimächtepakts, hatte der japanische Premierminister Konoe Fumimaro behauptet, das Land sei bereit für einen Krieg gegen die USA, selbst wenn er lang dauern sollte. Eine Woche später erklärte Marineminister Nagano Osami, Japan bereite sich auf einen solchen langen Krieg vor. Laut Gerhard L. Weinberg entschied die so genannte Verbindungskonferenz, ein aus Vertretern der Regierung und des Militärs zusammengesetztes Gremium, am 12. und 15. Juni 1941, die Stoßrichtung nach Süden zu verlagern, in vollem Bewusstsein, dass dies zum Krieg gegen Großbritannien, die Niederlande und die USA führen würde. Der britische Historiker Evan Mawdsley datiert den Beginn von Japans Abrutschen in den Krieg auf eine Kaiserliche Konferenz im Juli 1941, bei der beschlossen wurde, gegen Thailand und Französisch-Indochina vorzurücken; von der Möglichkeit, dadurch in einen Krieg mit Großbritannien und den Vereinigten Staaten verwickelt zu werden, wollte man sich nicht abschrecken lassen.
Am 16. Oktober 1941 trat Konoe zurück, nachdem die auf der Kaiserlichen Konferenz vom 6. September gesetzte Frist zur Erreichung einer Einigung mit den USA abgelaufen war. Der bisherige Heeresminister Tōjō Hideki, der zuvor eine Aufweichung der Verhandlungsposition gegenüber den USA abgelehnt hatte, übernahm die Regierung. Laut den Historikern Brendan Simms und Charlie Laderman entschied sich Japan zu dieser Zeit für eine zweigleisige Politik: Man wollte weiter mit den Amerikanern verhandeln, auch um den Zugang zu Rohstoffen zu behalten, bereitete sich, falls die Verhandlungen scheitern sollten, aber gleichzeitig auf den Krieg vor, der „letztlich unvermeidlich“ sei. Letzteres geschah kurz darauf: Am 26. November überreichte die US-Regierung den Vertretern Japans die Hull-Note, die unmissverständlich den Rückzug der japanischen Truppen aus China und Indochina als Vorbedingung für weitere Verhandlungen über die Aufhebung des Ölembargos forderte. Dies wurde in Japan nur als letzte einer Reihe von Provokationen aufgenommen. Aus den Magic-Informationen wusste die Roosevelt-Regierung, dass das Scheitern der Verhandlungen Krieg bedeutete. Die Frage war nur, wann und wo er anfangen würde. Chief of Staff of the Army George C. Marshall schickte am 27. November eine Warnung an alle amerikanischen Befehlshaber im Pazifikraum, ein japanischer Angriff könne „zu jeder Zeit“ erfolgen.

Am 28. November setzte der japanische Botschafter in Berlin Ōshima Hiroshi Hitler und Außenminister Joachim von Ribbentrop vom Scheitern der Verhandlungen in Washington in Kenntnis; beide erklärten ihm, ein gemeinsamer „Widerstand“ gegen die vermeintlichen Weltherrschaftspläne der USA sei „unvermeidlich“: 

„Sollte Japan in einem Krieg mit den Vereinigten Staaten eintreten, wird Deutschland sich selbstverständlich sofort anschließen. Es ist absolut ausgeschlossen, dass Deutschland unter solchen Umständen einen Separatfrieden mit den Vereinigten Staaten schließt. Der Führer ist in diesem Punkt fest entschlossen.“

 Noch am 26. November war die japanische Angriffsflotte nach Pearl Harbor in Marsch gesetzt worden. Einen Tag später wurden alle US-Militäreinheiten im Pazifik in höchste Alarmbereitschaft versetzt. Am 1. Dezember gab Kaiser Hirohito dem von Tōjō geführten Kronrat sein endgültiges Einverständnis für den Angriff. Der entsprechende Befehl wurde am nächsten Tag an die Flotte übermittelt. Am Abend des 6. Dezember wandte sich Präsident Roosevelt noch einmal in einer persönlichen Friedensbotschaft an Kaiser Hirohito.

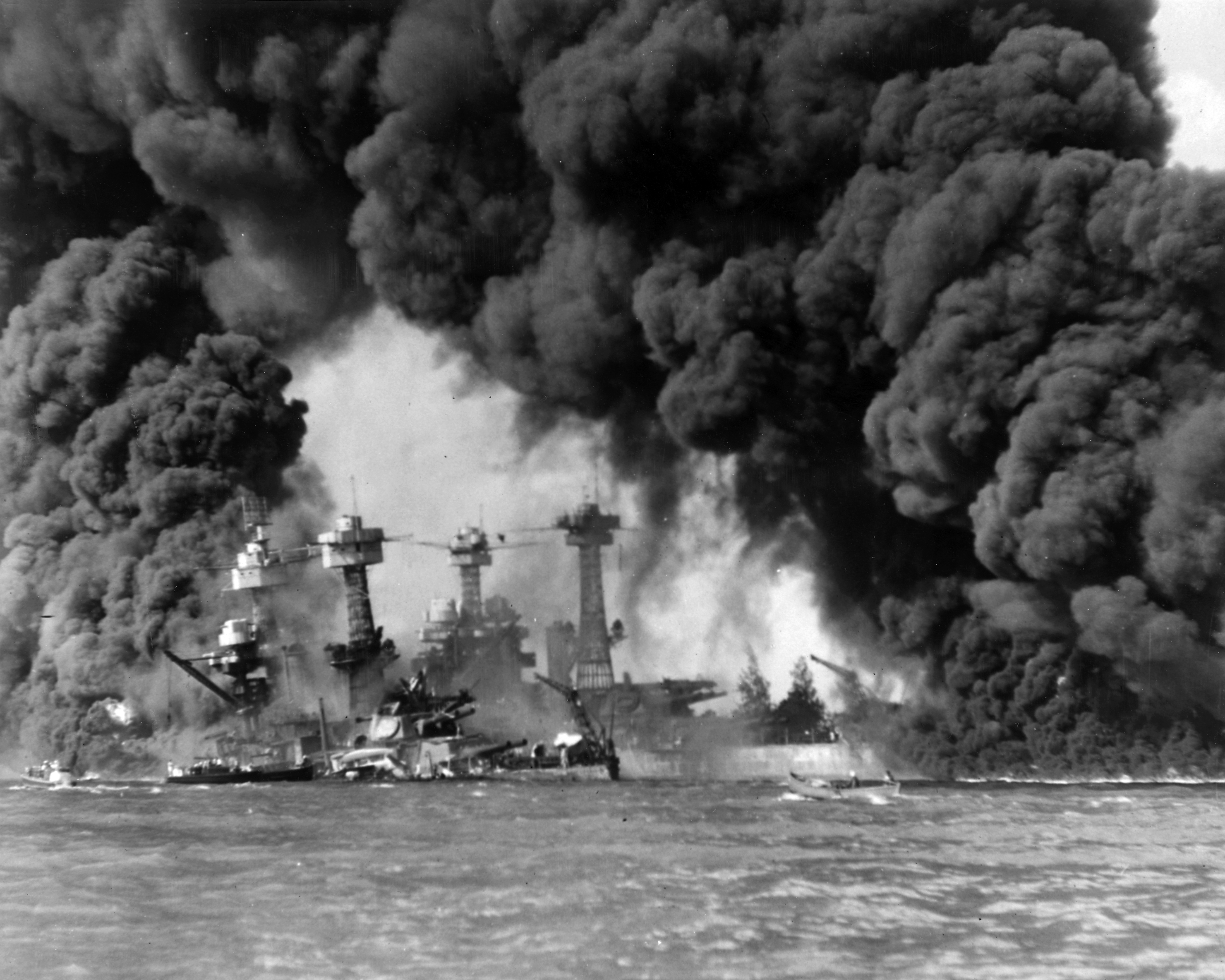
Brennende amerikanische Schiffe nach dem Angriff auf Pearl Harbor

Admiral Yamamoto hatte – möglicherweise unter dem Eindruck des erfolgreichen britischen Luftangriffs auf die italienische Flotte in Tarent – über mehrere Monate einen Überraschungsangriff auf Pearl Harbor entwickelt und im Oktober unter Rücktrittsdrohungen durchgesetzt. Dieser Plan stand konzeptionell gegen die bisherige realistischere japanische Kriegsstrategie, die eine Kriegseröffnung mit einem Südvorstoß im Pazifik vorsah und eine Aussicht auf einen späteren Kompromissfrieden gehabt hätte. Am 3. November war Yamamotos Plan von der Kaiserlichen Marine abgesegnet worden.
Die Amerikaner erwarteten, dass die Japaner gegen Niederländisch-Indien, Malaysia und vielleicht die Philippinen losschlagen würde. Überraschend überfielen sie aber am 7. Dezember 1941 ohne Kriegserklärung die amerikanische Pazifikflotte im Hafen von Pearl Harbor auf Hawaii. Die Angriffsverbände hielten absolute Funkstille, so dass sie nicht entdeckt werden konnten. Der Angriff kostete 2.400 Menschen das Leben. Darüber hinaus wurden acht Schlachtschiffe und elf weitere Kriegsschiffe versenkt oder schwer beschädigt. Für Japan erwies er sich als strategische Katastrophe, da sich die Amerikaner nach diesem unprovozierten Angriff für einen Krieg bis zur Kapitulation Japans entscheiden würden. Taktisch war es falsch, die Flotte an einem Sonntag in seichten Gewässern zu versenken, da die meisten Schiffe wieder gehoben werden konnten und die Verluste beim dienstfreien ausgebildeten Militärpersonal gering waren. Die drei mächtigen Flugzeugträger Saratoga, Lexington und Enterprise waren zur Zeit des Angriffs nicht im Hafen und blieben dadurch unbeschädigt. Weitere Angriffe fanden an den nächsten Tagen auf Guam, den Philippinen, Wake und Midway statt. Die Roosevelt-Regierung reagierte mit einer Mischung aus Schock und Erleichterung: Die Zeit der Unentschiedenheit und des Abwartens war nun zu Ende. Roosevelt notierte in sein Tagebuch, Japan hätte „den größten Fehler seiner Geschichte“ begangen, denn es habe die Amerikaner gegen sich geeint. Nun sei es „interessant, ob Deutschland ihm jetzt folgen würde“.

## Die Kriegserklärungen Japans, Deutschlands und Italiens und die Ausweitung zum globalen Konflikt

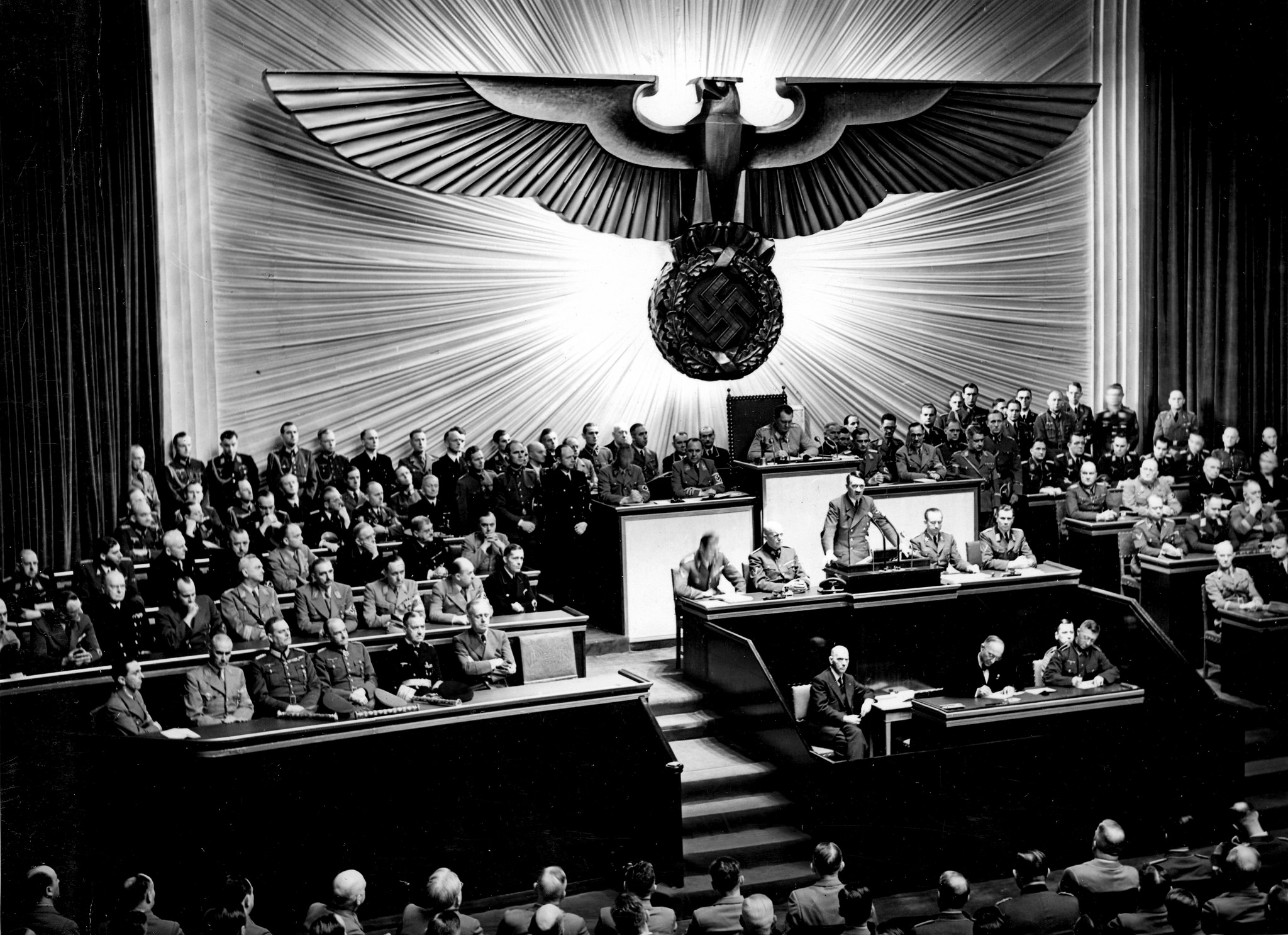
Reichstagsrede Hitlers zur Kriegserklärung an die USA

Mit diesem Angriff und der anschließenden Kriegserklärung Japans an die USA und Großbritannien war die Diskussion über einen möglichen Kriegseintritt der USA beendet. Am 8. Dezember hielt Roosevelt vor dem in gemeinsamer Sitzung versammelten Kongress seine Rede, in der er den Tag des Angriffs als “a date which will live in infamy” (deutsch: „ein Datum, das in Schande fortleben wird“) bezeichnete. 81 Prozent der Amerikaner verfolgten die Rede am Radio, was die höchste Einschaltquote der amerikanischen Geschichte darstellt. Unmittelbar im Anschluss erklärte der Kongress mit nur einer Gegenstimme (der Pazifistin Jeannette Rankin) den Kriegszustand mit Japan. Die Vereinigten Staaten waren zum Teilnehmer im Zweiten Weltkrieg geworden.
Nach dem Überfall auf Pearl Harbor erklärte Roosevelt in einer Radioansprache an die Nation am 9. Dezember 1941, Deutschland und Japan würden bei ihrer Kriegsführung einem gemeinsamen Plan folgen und folglich seien beide Staaten als Mächte zu betrachten, die sich als im Kriege mit den Vereinigten Staaten ansähen. Am 11. Dezember 1941 erklärten Deutschland und Italien den USA den Krieg. Gegen Mittag des gleichen Tages ließ Roosevelt am gleichen Tag vor dem Kongress von einem Staatssekretär verkünden, dass sich sein Land im Kriegszustand mit Deutschland und Italien befand. Senat und Repräsentantenhaus stimmten zu. Der anti-interventionistische Widerstand im Land war gebrochen, das America First Committee löste sich auf.
Nach dem formalen Abschluss des Nichtsonderfriedensvertrags zwischen den Achsenmächten am 11. Dezember 1941 begann am 15. Dezember 1941 die Abstimmung zur „Militärischen Vereinbarung zwischen Deutschland, Japan und Italien“ und diese wurde am 18. Januar 1942 unterzeichnet. Fernziel war eine „großasiatische Wohlstandssphäre“ auf japanischer Seite und ein „Großgermanisches Reich“ mit mythischen Bezügen.

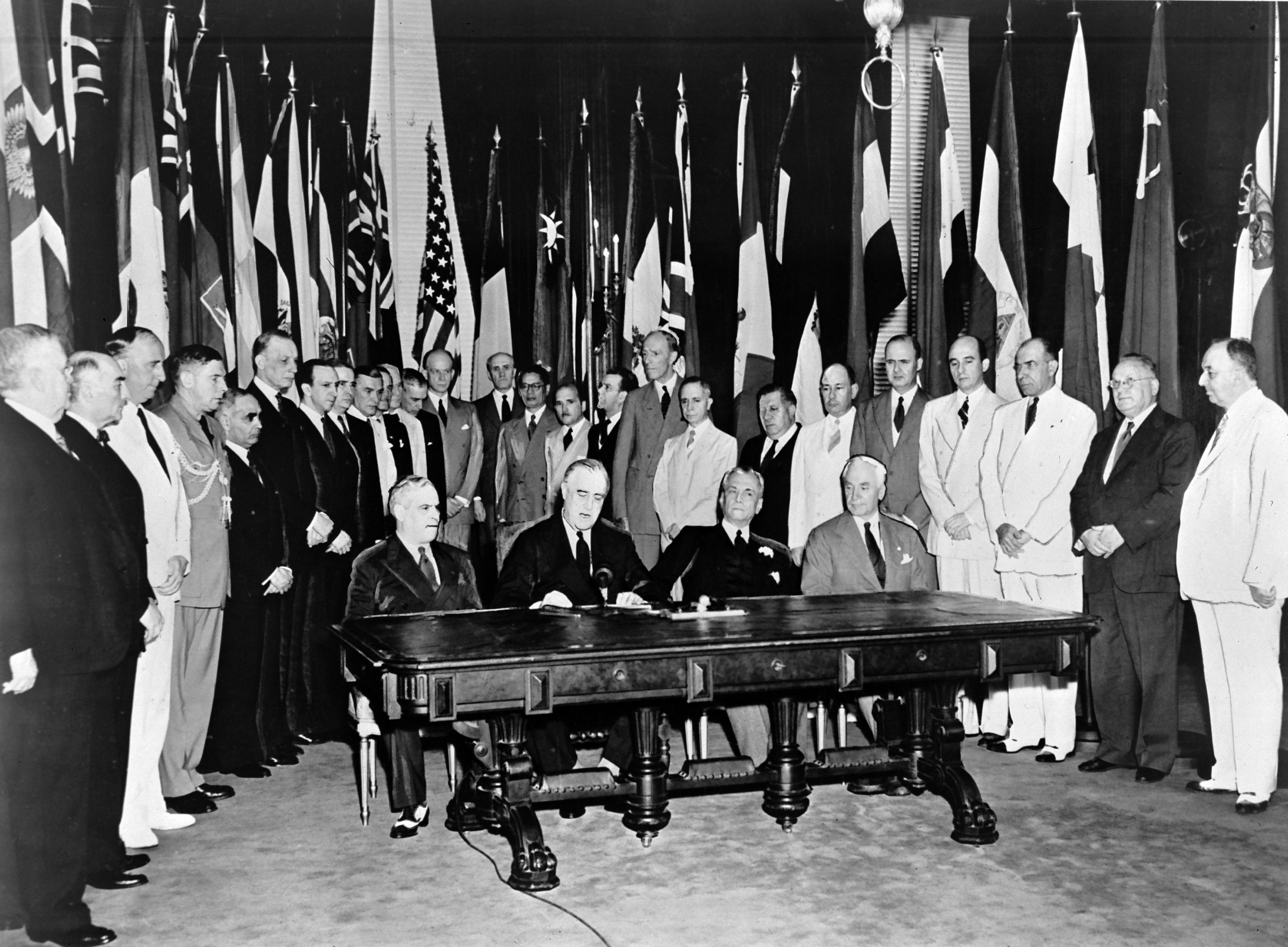
Deklaration der Vereinten Nationen, Washington 1. Januar 1942

Auf ihrer ersten regulären Kriegskonferenz, der Arcadia-Konferenz in Washington, D.C. vom 22. Dezember 1941 bis 14. Januar 1942, bekräftigten die USA und Großbritannien ihre vorherigen Vereinbarungen über die „Germany first“-Strategie, nach der zuerst Deutschland besiegt werden sollte, bevor man sich der Niederringung Japans zuwandte. Auf dieser Konferenz unterzeichneten die Vereinigten Staaten am 1. Januar 1942 auch die Deklaration der Vereinten Nationen, die ihren Eintritt in die Anti-Hitler-Koalition an der Seite von 25 weiteren Staaten, darunter Großbritannien, die Sowjetunion und China, markiert und die jeden unilateralen Separatfrieden mit den drei Hauptgegnern Deutschland, Japan und Italien ausschloss.
Bis Dezember 1941 war zwar bereits in Europa, Asien und Afrika gekämpft worden. Zu einem „veritablen Weltkrieg“ wurden diese Einzelkonflikte, wie der Historiker Jörg Echternkamp schreibt, erst durch den japanischen Überfall auf Pearl Harbor, die darauffolgenden Kriegserklärungen der USA und Großbritanniens und der Kriegserklärung Deutschlands und Italiens an die Vereinigten Staaten am 11. Dezember 1941. Als Ungarn, Rumänien und Bulgarien den USA im Dezember 1941 ebenfalls den Krieg erklärten, versuchte die amerikanische Regierung diese Länder vergeblich davon abzubringen und durch den Kongress wurde am 5. Juni 1942 die Kriegserklärung an die drei Staaten beschlossen. Danach stand für Gerhard Weinberg die ganze Welt in Flammen. Thailand erklärte am 25. Januar 1942 den USA und dem Vereinigten Königreich den Krieg. Die Vereinigten Staaten reagierten nicht mit einer Kriegserklärung ihrerseits, sondern entschieden sich, die Kriegserklärung zu negieren und eine Exilregierung in Washington anzuerkennen.
| Kriegserklärung an die USA | Kriegserklärung an die USA | anschließende Kriegserklärung der USA | Anmerkung |
| am                         | durch                      | anschließende Kriegserklärung der USA | Anmerkung |
| -------------------------- | -------------------------- | ------------------------------------- | --- |
| 7. Dez. 1941               | Japan                      | 8. Dez. 1941                          | Krieg wurde wegen japanischer Dechiffrierverzögerung durch Japan erst nach dem Angriff auf Pearl Harbor erklärt. |
| 11. Dez. 1941              | Deutsches Reich            | 11. Dez. 1941                         | |
| 11. Dez. 1941              | Königreich Italien         | 11. Dez. 1941                         | |
| 12. Dez. 1941              | Rumänien                   | 5. Juni 1942                          | Die amerikanische Regierung versuchte zuerst vergeblich Rumänien von der Kriegserklärung abzubringen.            |
| 13. Dez. 1941              | Bulgarien                  | 5. Juni 1942                          | Die amerikanische Regierung versuchte zuerst vergeblich Bulgarien von der Kriegserklärung abzubringen.           |
| 13. Dez. 1941              | Ungarn                     | 5. Juni 1942                          | Die amerikanische Regierung versuchte zuerst vergeblich Ungarn von der Kriegserklärung abzubringen.              |
| 25. Jan. 1942              | Thailand                   | -                                     | Kriegserklärung wurde von den USA nicht erwidert, sondern eine Exilregierung anerkannt.                          |

Amerikanische Kriegserklärung wurde als Joint Resolution jeweils durch den Congress beschlossen, vom Senat mitgetragen und dann vom Präsidenten unterzeichnet.

## Untersuchungen zum Überraschungsangriff auf Pearl Harbor und Verschwörungstheorien
Bereits kurz nach dem Angriff auf Pearl Harbor wurden Stimmen laut, die ein vorheriges Wissen der amerikanischen Regierung über einen bevorstehenden japanischen Angriff unterstellten und die mangelnde Vorbereitung der Streitkräfte auf einen solchen kritisierten. Insgesamt acht Untersuchungen wurden in dieser Sache während des oder kurz nach dem Krieg angestrengt und führten zur Aufdeckung von Mängeln bei der Auswertung nachrichtendienstlichen Materials und der Zusammenarbeit der Teilstreitkräfte.
Zwei der späteren Untersuchungen, darunter die des Congressional Joint Committee on the Investigation of the Pearl Harbor Attack, konzentrierten sich auf von den Amerikanern abgefangenes Nachrichtenmaterial, darunter die Erklärung des Abbruchs der Verhandlungen („14-teilige Nachricht“) durch Japan, die wegen einer nicht rechtzeitig fertig gewordenen Übersetzung erst nach den Angriffen durch Botschafter Nomura Kichisaburō überreicht wurde, die aber die Amerikaner großteils schon vorher dechiffrieren konnten. In diesem Zusammenhang soll Roosevelt am späten Abend des 6. Dezember geäußert haben, dies „bedeute Krieg“.
In der US-amerikanischen Geschichtsforschung werden bis heute revisionistische Auffassungen vertreten, die Roosevelt unterstellen, er habe früher als zugegeben vom bevorstehenden Angriff gewusst und den Angriff ausgenutzt, um den Kriegswillen in den USA anzufachen. Hauptvertreter sind bereits während des Krieges John T. Flynn, unmittelbar nach 1945 bis in die 1950er der Extremist Harry Elmer Barnes, der prominente Charles A. Beard, George Morgenstern, Charles Tansill, William Henry Chamberlin, Frederic R. Sanborn und Robert Alfred Theobald, später etwa Anthony Kubek und John Toland. Der deutsche Historiker Heinrich August Winkler rechnet derartige Auffassungen zu den „Verschwörungslegenden“.

## Gerichtliche Aufarbeitung des Angriffs auf die Vereinigten Staaten

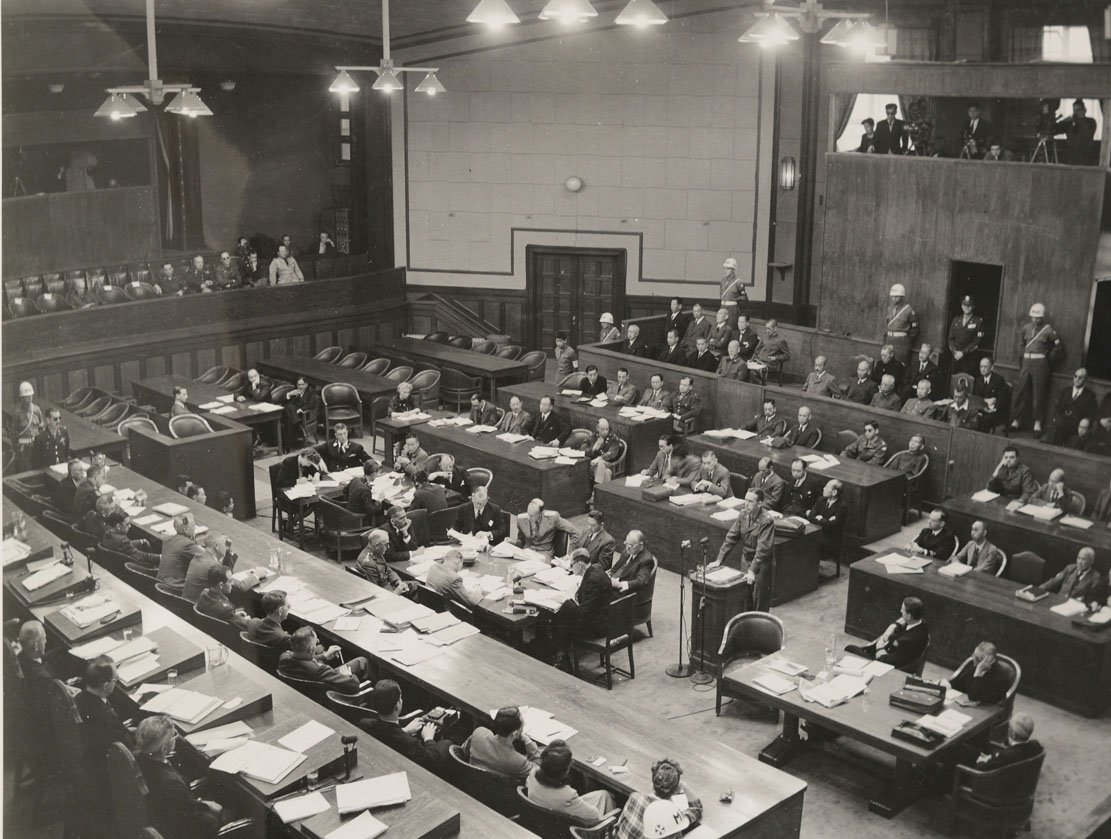
Internationales Militärtribunal für den Fernen Osten 14. Mai 1946

Im Urteil des Nürnberger Prozesses gegen die Hauptkriegsverbrecher von 1946 wurde zum Anklagepunkt Verbrechen gegen den Frieden der Krieg gegen die USA bewertet. Die deutsche Politik hätte die Vereinigten Staaten zunächst aus dem Krieg heraushalten wollen, aber schon im April 1941 hatte Hitler dem japanischen Außenminister Matsuoka zugesichert unverzüglich zuzuschlagen, falls es nach einem Angriff auf Singapur zum Krieg zwischen den USA und Japan käme. Ende November ermutigte Ribbentrop Japan, die Vereinigten Staaten anzugreifen. Als danach Japan mitteilte, die Vereinigten Staaten angreifen zu wollen, wurde von Deutschland und Italien über die Beistandszusage des Dreimächtspaktes hinaus militärische Unterstützung zugesagt und Deutschland erklärte nach dem Angriff auf Pearl Harbor den Vereinigten Staaten den Krieg.
Wegen des Führens eines Angriffskrieges gegen die Vereinigten Staaten wurden vor dem Internationalen Militärtribunal für den Fernen Osten unter Anklagepunkt 29 insgesamt 14 Personen im Jahr 1948 verurteilt.

## Forschungsmeinungen
Die meisten Historiker argumentieren, dass die amerikanische Beteiligung am Zweiten Weltkrieg die Folge des Aufstiegs zur Weltmacht war und die aggressiven Achsenmächte dem Überleben der Vereinigten Staaten als freiem Land feindlich gegenüberstanden. Roosevelt hätte bei seinen wichtigsten außenpolitischen Schritten (Einführung der selektiven Wehrpflicht, Zerstörer für Stützpunkte, Leih- und Pachtgesetz, Konvoitransport und Wirtschaftssanktionen gegen Japan) auf die öffentliche Meinung geachtet und versucht alle Optionen ohne Kriegseintritt auszuschöpfen. Revisionistische Historiker argumentieren, dass Roosevelt die amerikanische Öffentlichkeit täuschte, einen japanischen Angriff provozierte, und somit die USA zwang, auf der Seite Großbritanniens in den Krieg einzutreten.
Der deutschstämmige amerikanische Historiker Gerhard L. Weinberg interpretiert die Politik des Präsidenten zwischen dem Kriegsausbruch in Europa und dem japanischen Überfall auf Pearl Harbor als den Versuch, Großbritannien und ab Juni 1941 auch die Sowjetunion gegen Deutschland zu unterstützen, ohne es zu einem regulären Krieg kommen zu lassen. „Die einzige wirkliche Gefahr, daß wir [in einen Krieg] hineingeraten“, sah er laut einer Bemerkung vom 8. Dezember 1940 darin, dass „die Deutschen und die Japs [sic] irgendeine Dummheit machen“. Dabei stellte das nationalsozialistische Deutschland für ihn die größere Bedrohung dar: Im Konfliktfall sollte seine Niederwerfung die erste Priorität haben, während er hoffte, Japan ohne Krieg unter Kontrolle halten zu können. Falls es den Vereinigten Staaten aber doch den Krieg erklären sollte, sollten amerikanische Großoffensiven im Pazifik erst nach dem Sieg über Deutschland beginnen.
Für Walentin M. Falin ist klar, dass Roosevelt keinen Krieg gegen die Nationalsozialisten oder den japanischen Militarismus führen wollte, sondern es ihm um eine Welt der Vier Freiheiten und die Festigung der internationalen Positionen der USA ging. Er habe akzeptiert das NS-Deutschland und Japan eigene Machtzentren bildeten, die weite Gebiete beherrschten, und es sei nur zur Hilfe für Großbritannien, Frankreich und die Sowjetunion bereit gewesen, wenn es den amerikanischen Interessen nützte.
Dagegen war laut Jürgen Rohwer für Roosevelt eine „Koexistenz“ mit den „‚Aggressor‘-Staaten“ auf die Dauer undenkbar. Die Unterdrückung im Innern, die forcierte Aufrüstung und die rücksichtslose Expansion mit gewaltsamer Annexion kleiner Länder und schließlich die Bildung autarker Wirtschafts-Großräume hätten den für Demokratien westlicher Prägung gültigen Idealen der unveräußerlichen Menschenrechte, der Gleichberechtigung der Staaten und eines liberalen Weltwirtschaftssystems diametral widersprochen.
Auch für Andreas Hillgruber hat Roosevelt mit seiner Quarantäne-Rede seine moralische Ablehnung der totalitären und autoritären Regime in Europa und Ostasien deutlich gemacht. Er und die „Internationalisten“ in der amerikanischen Führung hätten die nationalen Interessen der USA global gesehen, denn die Expansion Deutschlands und Japans verdrängte die USA vom europäischen und chinesischen Markt. Während die „Isolationisten“ die machtpolitische Stellung der USA auf die „westliche Hemisphäre“ beschränken wollten. Roosevelts Ziel ist nach Hillgruber gewesen die USA auf eine in seiner Sicht unvermeidbare Auseinandersetzung mit Deutschland und Japan vorzubereiten und er wäre bereit gewesen gegebenenfalls auch die militärischen Konsequenzen zu ziehen.
Der britische Historiker Ian Kershaw glaubt, dass Roosevelt mit seiner „short of war“-Strategie zwischen Neutralität und aktiver Kriegführung sein Land in den Krieg zwar nicht stürzte, aber es doch langsam in ihn hineinführte. Viele Monate vor dem vollen Kriegseintritt habe sein Kurs den Vereinigten Staaten jede Möglichkeit genommen, auf Distanz zum Krieg in Europa zu gehen und den Spielraum in Europa und Fernost immer kleiner werden lassen.
Der amerikanische Historiker William E. Leuchtenburg nennt drei Auswirkungen von Roosevelts Strategie: Sie habe Großbritannien psychologische und teilweise auch materielle Unterstützung geboten, dem eigenen Land Zeit verschafft aufzurüsten und sie habe die Vereinigten Staaten zu einem aktiven, wenn auch nicht erklärten Kriegsteilnehmer gemacht.
Noch entschiedener urteilt der amerikanische Historiker David F. Schmitz: Da die Mehrheit der Amerikaner nach dem Ausbruch des Kriegs in Europa zwar klar an der Seite Großbritanniens stand, aber befürchtete, ihr Land würde durch allzu direkte Hilfe in die Auseinandersetzung hineingezogen werden, habe Roosevelt „gewusst, dass er das amerikanische Volk vom letzten Teil seiner internationalistischen Vision überzeugen musste, dass die Vereinigten Staaten die Rolle als Führer der Welt übernehmen und direkt am weltweiten Kampf gegen den Faschismus teilnehmen sollten“.
Brendan Simms und Charlie Laderman weisen darauf hin, dass Amerika durch den Angriff auf Pearl Harbor in einen separaten Kampf gegen Japan hineingestoßen wurde und erst am 11. Dezember durch die deutsche Kriegserklärung in den europäischen Krieg eintrat. Nicht aus eigenem Antrieb wie im Ersten Weltkrieg, sondern vielmehr „hineingeschubst“ wurde.